# Daniela Schmidt-Langels
Daniela Schmidt-Langels ist eine deutsche Filmregisseurin, Drehbuchautorin und Journalistin.

## Leben
Schmidt-Langels studierte Musikwissenschaft, Spanisch und Geschichte in Köln und Berlin. Seit 1991 arbeitet sie als Freie Journalistin und Filmregisseurin für den Öffentlich-rechtlichen Rundfunk. Dabei dreht sie vor allem Dokumentarfilme und schreibt für Radiosendungen. Bereits 1992 dreht sie einen Dokumentarfilm über den Rosenstraßen-Protest. Sie arbeitete 1997 an Winterkind von Regisseurin Margarethe von Trotta und 2003 an Rosenstraße mit. Für ihren Film über Julia Franck wurde sie 2010 mit dem Juliane-Bartel-Medienpreis ausgezeichnet. Seit 2019 drehte sie eine Doku über Betroffene der Krankheit ME/CFS. In einem Interview berichtete sie, dass sie nur wenig vor Ort drehen konnten, da die Dreharbeiten bei Betroffenen aufgrund ihrer Erkrankung schnell zu einer Zustandsverschlechterung (Post-exertionelle Malaise) führten. Stattdessen habe sie Online-Interviews geführt. Ihr zweiter Film über ME/CFS Chronisch krank, chronisch ignoriert wird beim DOK.fest 2025 in der Sektion All inclusive Premiere feiern.
Schmidt-Langels hat zwei Töchter und lebt in Berlin.

## Filmografie (Auswahl)
- 1992: Rosenstraße – wo Frauen widerstanden, Berlin 1943
- 1995: Willkommen, Bienvenue, Welcome – Das Kaufhaus des Westens in Berlin
- 1995: Paula Paulinka – das Leben der jüdischen Sängerin Paula Lindberg-Salomon
- 2000: Fremde Teufel – Ein Missionar in China
- 2004: Schwänzen macht Schule
- 2005: Monochrom (Schnitt)
- 2006: WHAvT – wer hat Angst vor Tanz
- 2006: Katja Riemann (Regie)
- 2007: Besart
- 2009: Julia Franck (Regie)
- 2010: Musik Mon Amour
- 2012: Saskias Leben im Schatten
- 2013: Meret Oppenheim – Eine Surrealistin auf eigenen Wegen[6][7]
- 2020: Versuchskaninchen Heimkind[8]
- 2021: Die rätselhafte Krankheit – Leben mit ME/CFS (Regie, Buch)
- 2023: Legasthenie – Wir dachten immer, du bist dumm (Regie, Buch)[9]
- 2025: Chronisch krank, chronisch ignoriert (Regie, Buch)